# Christian Clement
Christian Clement (* 1968) ist Dozent für Germanistik an der Brigham Young University in Provo (Utah).

## Leben und Werk
Christian Clement studierte zunächst Kirchenmusik an der Kirchenmusikschule Berlin-Spandau und dann Philosophie, Pädagogik und Musik an der Universität Hamburg. Seine erste Staatsexamensarbeit schrieb er zum Erkenntnisbegriff bei Rudolf Steiner und die Arbeit zu seinem zweiten Staatsexamen 2001 zu dessen Freiheitsbegriff.
Clement war von 2005 bis 2007 zwischenzeitlich in Deutschland als Lehrer in einer Waldorfschule angestellt, nachdem er bereits nach Abschluss seines Studiums in die Vereinigten Staaten ausgewandert war und 2005 nach einem Germanistik-Studium an der staatlichen University of Utah in Salt Lake City über Rudolf Steiners dramaturgisches Werk promoviert hatte. 2007 wurde er dann Assistant Professor (ab 2013 Associate Professor) an der mormonischen Brigham Young University.
Seit 2010 erstellt Clement das Rudolf-Steiner-Online-Archiv, eine deutschsprachige Website, mit der er den urheberrechtlich unbedenklichen Teil der über 340 Bände umfassenden Rudolf Steiner Gesamtausgabe einer breiteren Leserschaft zugänglich machen möchte. Hieraus entstand sein derzeitiges Projekt einer ersten textkritischen Ausgabe von sämtlichen zentralen Schriften Steiners, die er im Frommann-Holzboog Verlag veröffentlicht. Seit 2013 kommt bisher jährlich einer der geplanten sechzehn Bände heraus.
Im April 2012 erfuhr man im Rudolf Steiner Archiv und im Rudolf Steiner Verlag von den Editionsplänen des Frommann-Holzboog Verlages und fragte ihn im Herbst 2012 nach einer Zusammenarbeit. Nachdem der Verlag Einblick in die Druckfahnen gewährt hatte, entschloss man sich zu einer Vertriebskooperation, bei der die volle editorische und unternehmerische Verantwortung für das Projekt beim Frommann-Holzboog Verlag blieb.

## Kritik
Clements Einleitungen zu den Schriften Rudolf Steiners werden von einigen Historikern scharf kritisiert. Der amerikanische Historiker Peter Staudenmaier bezeichnet viele von Clements Darstellungen in Band 7 der SKA als eine Übung in Wunschdenken und wirft ihm Unzulänglichkeiten und Legendenbildungen vor. Clement nehme eine anthroposophische Heiligsprechung Rudolf Steiners vor und biete Interpretationen an, die nichts zu einem Verständnis Steiners beitragen würden. Sie seien vielmehr ein klassisches Beispiel für eine Eisegese, weil Clement in seinen persönlichen Auslegungen Dinge in den Text hineininterpretiere, die nicht da sind, etwa wenn er versuche die esoterischen Lehren Steiners zu Weiterungen seiner frühen philosophischen Werke umzudeuten. Laut dem Religionshistoriker Helmut Zander bekomme der Leser von Clement statt Wissenschaft nur Anthroposophie vorgesetzt. Zander kritisiert besonders Clements Versuch, die Theosophie, gegen den historischen Befund, als die wichtigste Quelle der Anthroposophie zu leugnen, wobei er sich Steiners persönliche Standpunkte aneigne. Die Editions-Einleitung Clements warte zwar teilweise mit großem Detailwissen und vielen neuen Erkenntnissen auf, sei jedoch tief anthroposophiefrömmig verfasst. Angesichts weiterer handwerklicher Mängel, die Zander insbesondere in der partiell großen Forschungsdistanz sieht, empfiehlt er die Edition fürderhin von Grund auf neu zu überdenken und in die scientific community einzubinden.

## Veröffentlichte Bände der SKA
- Rudolf Steiner: Schriften – Kritische Ausgabe (SKA), Band 5: Schriften über Mystik, Mysterienwesen und Religionsgeschichte. Hrsg. und kommentiert von Christian Clement. Vorwort von Alois Maria Haas. Frommann-Holzboog Verlag e.K., Stuttgart 2013. ISBN 978-3-7728-2635-1.
- Rudolf Steiner: Schriften – Kritische Ausgabe (SKA), Band 7: Schriften zur Erkenntnisschulung. Hrsg. und kommentiert von Christian Clement. Vorwort von Gerhard Wehr. Frommann-Holzboog Verlag e.K., Stuttgart 2015. ISBN 978-3-7728-2637-5.
- Rudolf Steiner: Schriften – Kritische Ausgabe (SKA), Band 2: Philosophische Schriften. Hrsg. und kommentiert von Christian Clement. Vorwort von Eckart Förster. Frommann-Holzboog Verlag e.K., Stuttgart 2016. ISBN 978-3-7728-2632-0.
- Rudolf Steiner: Schriften – Kritische Ausgabe (SKA), Band 6: Schriften zur Anthropologie. Hrsg. und kommentiert von Christian Clement. Vorwort von Egil Asprem. Frommann-Holzboog Verlag e.K., Stuttgart 2017. ISBN 978-3-7728-2636-8.
- Rudolf Steiner: Schriften – Kritische Ausgabe (SKA), Bände 8,1 und 8,2: Schriften zur Anthropogenese und Kosmogonie. Hrsg., eingeleitet und kommentiert von Christian Clement. Vorwort von Wouter J. Hanegraaff. Frommann-Holzboog Verlag e.K., Stuttgart 2018. ISBN 978-3-7274-5808-8.
- Rudolf Steiner: Schriften – Kritische Ausgabe (SKA), Band 3: Intellektuelle Biographien. Hrsg., eingeleitet und kommentiert von Christian Clement. Vorwort von Ansgar Martins. Frommann-Holzboog Verlag e.K., Stuttgart 2019. ISBN 978-3-7728-2633-7.
- Rudolf Steiner: Schriften – Kritische Ausgabe (SKA), Bände 4,1 und 4,2: Schriften zur Geschichte der Philosophie. Hrsg., mit einem Vorwort versehen und kommentiert von Christian Clement. Einleitung von Eckart Förster. Frommann-Holzboog Verlag e.K., Stuttgart 2020. ISBN 978-3-7728-2634-4.

## Belege
1. 1 2  Christian Clement auf der Website der Brigham Young University (Memento des Originals vom 13. Februar 2017 im Internet Archive)  Info: Der Archivlink wurde automatisch eingesetzt und noch nicht geprüft. Bitte prüfe Original- und Archivlink gemäß Anleitung und entferne dann diesen Hinweis.
2. ↑  Peter Staudenmaier: The Higher Worlds meet the Lower Criticism. New Scholarship on Rudolf Steiner. Correspondences 2015(3):93-101. ISSN 2053-7158, online. S. 95.; Christian Clement: Die Geburt des Modernen Mysteriendramas aus dem Geiste Weimars – Zur Aktualität Goethes und Schillers in der Dramaturgie Rudolf Steiners. 2005. online
3. ↑  Peter Staudenmaier: The Higher Worlds meet the Lower Criticism. New Scholarship on Rudolf Steiner. Correspondences 2015(3):93-101. ISSN 2053-7158, online. S. 95.; Rudolf Steiner Online Archiv von Christian Clement
4. ↑  Stellungnahme der Rudolf Steiner Nachlassverwaltung und des Rudolf Steiner Verlags vom 3. April 2014 zur Verlagszusammenarbeit betr. Rudolf Steiner – Schriften (SKA).
5. ↑  Christian Clements "kritische Ausgabe der Schriften Rudolf Steiners" (SKA). Des Steiners neue Kleider. SKA-Rezension auf hpd.de. 22. April 2015.
6. ↑  R. Steiner: Schriften zur Erkenntnisschulung. Rezensiert für H-Soz-Kult von Helmut Zander.

| Personendaten    | Personendaten                                    |
| ---------------- | ------------------------------------------------ |
| NAME             | Clement, Christian                               |
| KURZBESCHREIBUNG | deutscher Hochschullehrer, Autor und Herausgeber |
| GEBURTSDATUM     | 1968                                             |